# Michael Verhoeven

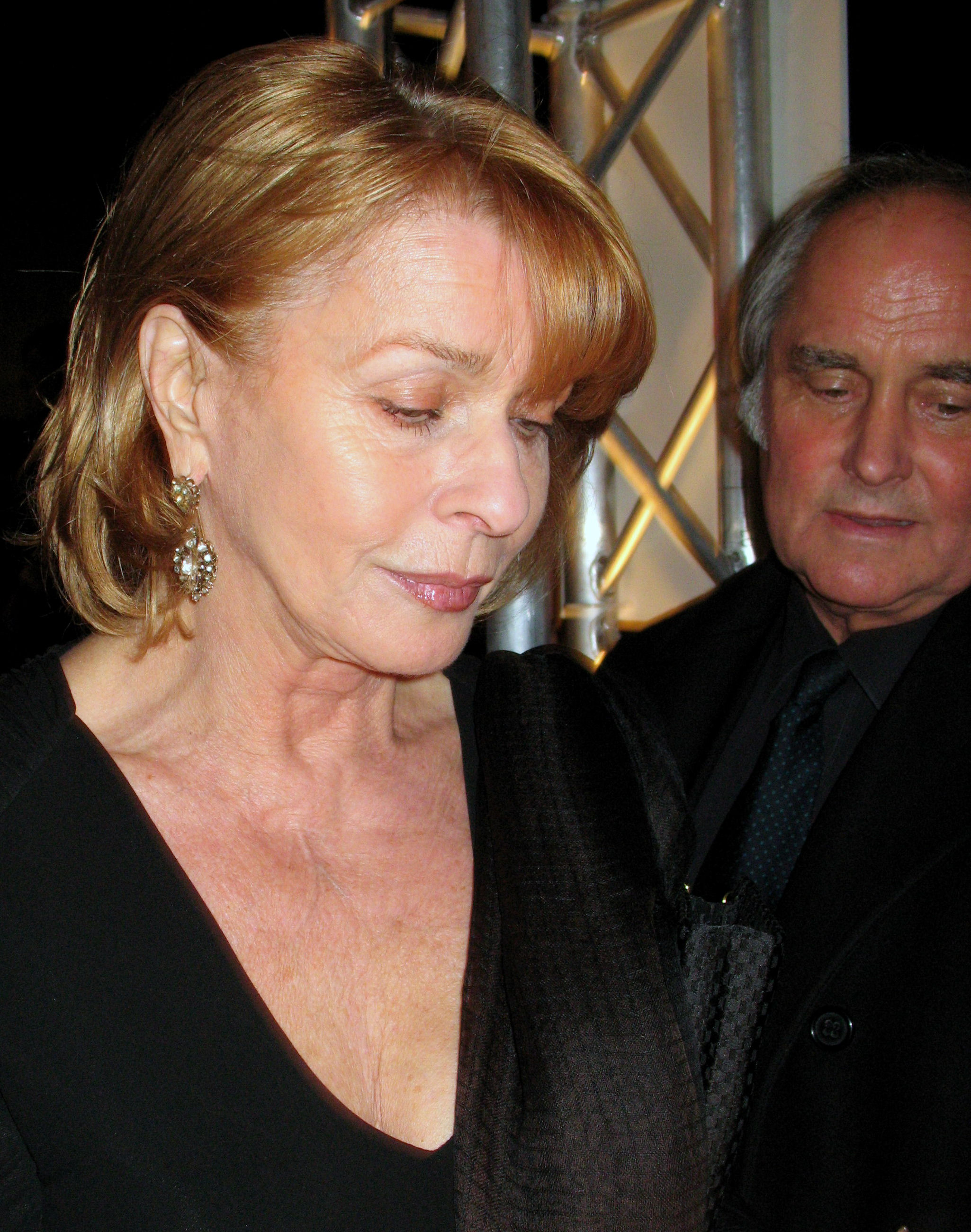
con Senta Berger, 2009

Michael Verhoeven (Berlín, Alemania nazi, 13 de julio de 1938-Múnich, 22 de abril de 2024) fue un médico, empresario y director de cine alemán.

## Biografía
Hijo de la actriz Doris Kiesow y del célebre actor y director Paul Verhoeven (1901-1975). Creció durante la Alemania nazi y en sus films critica y revisa la historia del periodo.
Estudió medicina (se recibió como psiquiatra en 1969) y comenzó su carrera cinematográfica en los años 50. 
Ejerció medicina en Boston y en 1966 conoció a la actriz Senta Berger con la que se casó y tuvo dos hijos, los actores Simon Verhoeven (*1972) y Luca Verhoeven (1979*). Además, fundaron juntos la compañía cinematográfica Sentana.
Su película anti-Vietnam "o.k." escandalizó al Festival de Cine de Berlín en 1970, y en 1982 obtuvo sonado éxito con La rosa blanca sobre la historia de Sophie Scholl y La rosa blanca.
Por Das schreckliche Mädchen (The Nasty Girl en inglés) ganó el Oso de Oro en 1990 y la nominación al Oscar.
En 1999 recibió la Cruz de la Orden del Mérito alemán y en el 2002 el Bayerischer Verdienstorden.
En su documental de 2011 "Die zweite Hinrichtung – Amerika und die Todesstrafe" (en español "La segunda ejecución - Estados Unidos y la pena de muerte"), realizado en colaboración con Bayerischer Rundfunk, Verhoeven trata sobre el presunto delincuente de origen afroamericano Romell Broom y su ejecución el 15 de septiembre de 2009 en Lucasville, Ohio, que falló 18 veces y finalmente fue abortada.
Su último trabajo como director y guionista, "Let's Go"  fue una adaptación en 2014 de la novela autobiográfica "Von Zuhause wird nichts erzählt", de Laura Waco, sobre su familia judía en el Múnich de posguerra.
En el 2005 recibió el Marion-Samuel-Preis.
Su hermana es la actriz Lisa Verhoeven.

## Filmografía como guionista y director
- 1954: Das fliegende Klassenzimmer
- 1955: Marianne
- 1960: Der Pauker
- 1963: Das Haus in Montevideo
- 1964: Lausbubengeschichten
- 1965: Tante Frieda – Neue Lausbubengeschichten
- 1967: Paarungen
- 1968: Engelchen macht weiter – hoppe, hoppe Reiter
- 1969: Der Bettenstudent oder: Was mach' ich mit den Mädchen?
- 1969: Der Kommissar – Dr. Meinhardts trauriges Ende
- 1970: o.k.
- 1970: Wer im Glashaus liebt … Der Graben
- 1971: Der Kommissar – Kellner Windeck
- 1972: Tatort – Kressin und der Mann mit dem gelben Koffer
- 1973: Sonja schafft die Wirklichkeit ab oder… ein unheimlich starker Abgang
- 1974: Krempoli – Ein Platz für wilde Kinder
- 1976: MitGift
- 1977: Gefundenes Fressen
- 1978: Gutenbach
- 1980: Am Südhang
- 1980: Die Ursache
- 1980: Sonntagskinder
- 1982: Die weiße Rose
- 1982: Die Mutprobe
- 1983: Liebe Melanie
- 1986: Killing Cars
- 1988: Semmelweis, Ignaz – Arzt der Frauen
- 1989: Die schnelle Gerdi
- 1990: La chica terrible
- 1990: Schlaraffenland
- 1993: Eine unheilige Liebe
- 1995: Mutters Courage
- 1999: Zimmer mit Frühstück
- 2000: Enthüllung einer Ehe
- 2004: Die schnelle Gerdi und die Hauptstadt
- 2005: Tatort – Die Spieler
- 2006: Der unbekannte Soldat
- 2008: Bloch – Vergeben, nicht vergessen
- 2008: Menschliches Versagen
- 2011: Hombres en la ciudad II (título presentado en Argentina)

## Premios y nominaciones
Premios Óscar
| Año  | Categoría                                       | Película          | Resultado |
| ---- | ----------------------------------------------- | ----------------- | --------- |
| 1991 | Mejor película extranjera (de habla no inglesa) | La chica terrible | Nominado  |

## Literatura
- Michael Verhoeven: Paul, ich und wir. Die Zeit und die Verhoevens, Ullstein Verlag, ISBN 3-550-07860-9.
- Weniger, K. (2001). Das große Personenlexikon des Films: die Schauspieler, Regisseure, Kameraleute, Produzenten, Komponisten, Drehbuchautoren, Filmarchitekten, Ausstatter, Kostümbildner, Cutter, Tontechniker, Maskenbildner und Special Effects Designer des 20. Jahrhunderts. Das grosse Personenlexikon des Films (en alemán) 8 (Bd. 1-8). Schwarzkopf & Schwarzkopf. ISBN 978-3-89602-340-7. Consultado el 26 de abril de 2024.
- Bruns, B.; Engelhardt, C.; Kirste, K.; Münchner Filmzentrum (2003). Michael Verhoeven: Autor, Schauspieler, Regisseur, Produzent. Schriftenreihe Münchner Filmzentrum (en alemán). Münchner Filmzentrum. Consultado el 26 de abril de 2024.